# Kowalowate
Kowalowate (Pyrrhocoridae) – rodzina owadów z podrzędu pluskwiaków różnoskrzydłych. Obejmuje ponad 360 gatunków.

## Morfologia
Pluskwiaki o krępej budowy ciele długości od 6 do 30 mm. Często mają kontrastowe, żółto-czarne lub czerwono-czarne ubarwienie, ale nie brak gatunków barwy czarnej lub brązowej. Głowa ma dłuższy od policzków nadustek, stosunkowo długie, zbudowane z czterech członów czułki, czteroczłonową kłujkę i pozbawiona jest przyoczek. Obrys przedplecza jest trapezowaty, a jego boczne brzegi są blaszkowate. Trójkątnego kształtu tarczka osiąga niewielkie rozmiary. Formy długoskrzydłe mają półpokrywy z wyodrębnionymi: przykrywką, międzykrywką i zakrywką. Żyłki na zakrywce są liczne i nieregularnie połączone, tworząc w jej części nasadowej od 2 do 5 zamkniętych komórek. U form krótkoskrzydłych międzykrywka zlewa się z przykrywką wskutek zaniku szwu klawokorialnego, a zakrywka ulega redukcji. Ujścia gruczołów zapachowych zatułowia są zredukowane. Odnóża mają trójczłonowe stopy i zaopatrzone są zarówno w pazurki jak i w przylgi. Na bokach segmentów odwłoka od trzeciego do szóstego występują grupki trzech trichobotrii, a na segmencie siódmym dwa trichobotria. Przetchlinki ulokowane są wyłącznie po brzusznej stronie odwłoka. U larw (nimf) ujścia odwłokowych gruczołów zapachowych umiejscowione są pomiędzy tergitami trzecim i czwartym, czwartym i piątym oraz piątym i szóstym. Odwłok samic cechuje się niepodzielonym siódmym sternum i zbudowanym z kilku płaskich płytek pokładełkiem.

## Biologia i występowanie
Przedstawiciele rodzaju Pyrrhocoris przebywają gromadnie, żywią się roślinami. U kowala bezskrzydłego występują zarówno formy o dobrze rozwiniętych skrzydłach jak i formy ich pozbawione. Przedstawiciele rodzaju Dysdercus w Ameryce Północnej i Indiach są szkodnikami plantacji bawełny. Dawniej usuwano je, kładąc koło krzewów bawełny i drzewek pomarańczowych trzcin cukrową, a przywabione owady zalewano gorącą wodą. Larwy przedstawicieli rodzaju Dindymus (występującego w Indiach) żywią się termitami, zaś osobniki dorosłe muchami.
W Polsce występuje tylko rodzaj kowal, reprezentowany przez dwa gatunki:
- kowal bezskrzydły
- kowal ciemnoskrzydły

## Systematyka
Takson ten wprowadzili po raz pierwszy w 1843 roku Charles Jean-Baptiste Amyot i Jean Guillaume Audinet-Serville pod nazwą Pyrrhocorides, natomiast w literaturze jego autorstwo często jest mylnie przypisywane Franzowi Xavierovi Fieberowi. Dawniej włączano w jego skład Largidae w randze podrodziny. Obecnie stanowią one osobną rodzinę i wraz z kowalowatymi tworzą nadrodzinę Pyrrhocoroidea. W zapisie kopalnym kowalowate znane są od priabonu w późnym eocenie.
W 1929 roku systematyka rodziny obejmowała 361 gatunków i wyglądała następująco:

- Podrodzina: Euryophthalminae
  - Plemię: Euryophthalmini
    - Rodzaj: Astemma
    - Rodzaj: Acinocoris
    - Rodzaj: Euryophthalmus
    - Rodzaj: Largulus
    - Rodzaj: Fibrenus
    - Rodzaj: Theraneis
    - Rodzaj: Stenomacra
    - Rodzaj: Phaeax
    - Rodzaj: Arhaphe
    - Rodzaj: Japetus
    - Rodzaj: Thaumastaneis

  - Plemię: Physopeltini
    - Rodzaj: Physopelta
    - Rodzaj: Iphita
    - Rodzaj: Macroceroea
- Podrodzina: Pyrrhocorinae
  - Rodzaj: Antolochus
  - Rodzaj: Ectatops
  - Rodzaj: Saldoides
  - Rodzaj: Dynamenais
  - Rodzaj: Euscopus
  - Rodzaj: Abulfeda
  - Rodzaj: Aeschines
  - Rodzaj: Armatillus
  - Rodzaj: Stictaulax
  - Rodzaj: Melamphaus
  - Rodzaj: Sericocoris
  - Rodzaj: Callibaphus
  - Rodzaj: Roscius
  - Rodzaj: Odontopus
  - Rodzaj: Dindymus
  - Rodzaj: Delecampius
  - Rodzaj: Syncrotus
  - Rodzaj: Cenaeus
  - Rodzaj: Dermatinus
  - Rodzaj: Aderrhis
  - Rodzaj: Myrmoplasta
  - Rodzaj: Courtesius
  - Rodzaj: Indra
  - Rodzaj: Pyrrhopeplus
  - Rodzaj: Pyrrhocoris
  - Rodzaj: Scantius
  - Rodzaj: Jourdainana
  - Rodzaj: Dysdercus
  - Rodzaj: Leptophthalmus

Niewydzielone wtedy rodzaje to m.in. Froeschnerocoris (Froeschnerocoris denticapsulus), Antilochus, Australodindymus (Australodindymus nigroruber), Jindraia (Jindraia dimorphica), Graptostethus i Spilostethus.